# Тебриз – Ерзурум – Анкара
Тебриз – Ерзурум – Анкара – трубопровідна система, створена для поставок через східний кордон Туреччини природного газу (спершу іранського, а потім і азербайджанського).
Трубопровід, введений в експлуатацію у 2001 році, починається від Тебризу в Іранському Азербайджані, куди через систему IGAT 2 подається ресурс з родовищ на півдні країни. Далі маршрут прямує на захід через Догубаязит, Ерзурум, Сівас та Кайсері до району турецької столиці. Діаметр газопроводу становить 1200 мм (між Кайсері та Анкарою 1000 мм), довжина турецької ділянки від Догубаязіда до Анкари 1174 км. Згідно з укладеною між Туреччиною та Іраном угодою, поставки газу по новому маршруту повинні були скласти до 10 млрд.м3 на рік.
Всього ж потужність трубопроводу сягає 14 млрд.м3. З 2007 року через нього почав транспортуватись також азербайджанський газ, поданий по трубопроводу Баку – Тбілісі – Ерзурум (Південнокавказький газогін).
На турецькій території від системи в районах Сівас та Кайсері беруть початок трубопроводи у напрямку Малатії та Конії, а у Ірані від нього відгалужується газопровід Іран – Вірменія. 